# Gibraltar Airport
Gibraltar Airport (IATA: GIB, ICAO: LXGB) is de luchthaven van het Britse overzeese grondgebied Gibraltar. De luchthaven is eigendom van het Britse ministerie van Defensie en wordt gebruikt door de Royal Air Force (RAF), maar ook voor civiele vluchten.
De luchthaven ligt op de landengte die de rots met Spanje verbindt, tegen de grens met Spanje. De afstand tot het stadscentrum van Gibraltar is slechts 500 meter.
De startbaan neemt de hele breedte van de landengte in beslag en de Winston Churchill Avenue, de verbindingsweg tussen Gibraltar en Spanje, kruist de startbaan dan ook. Gaat er een vliegtuig landen of opstijgen, dan wordt het verkeer op die weg met slagbomen stilgelegd wat lange files veroorzaakt. Vanwege de toegenomen verkeersdrukte is er een tunnel aangelegd die onder het oostelijke uiteinde van de startbaan door gaat. Sinds 31 maart 2023 is deze Kingsway Tunnel in gebruik en is dit voor auto’s en vrachtverkeer de enige toegestane route tussen de grensovergang en het centrum van Gibraltar. Alleen voetgangers, fietsers en scooters mogen nog de oude route gebruiken waarbij ze de startbaan van het vliegveld kruisen. 
Het civiele luchthavengebouw ligt aan de noordzijde van de startbaan, dus tussen de startbaan en de Spaanse grens. Vliegpassagiers van en naar Gibraltar moeten dus de startbaan kruisen.
In het programma Most Extreme Airports van televisiezender History werd Gibraltar Airport de op vier na gevaarlijkste luchthaven ter wereld en de gevaarlijkste in Europa genoemd.
In 2004 verwerkte de luchthaven 314 375 passagiers en 380 ton vracht. Hoewel de luchthaven is gevestigd in Gibraltar, wordt hij vaak gebruikt door toeristen die de Costa del Sol of de Straat van Gibraltar willen bezoeken.

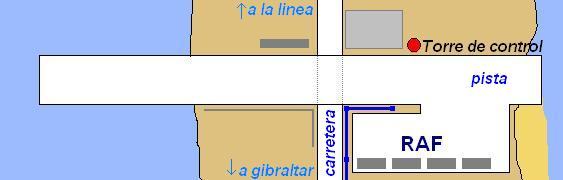
Plattegrond van Gibraltar Airport